# مليوز
مليوز (بالروسية: Мелеуз) هي إحدى مدن روسيا في الكيان الفدرالي الروسي باشكورتوستان.